# Me ne andrò
Me ne andrò è un album del cantante Miani pubblicato nel 2000 dalla D.V. More Record.

## Tracce
1. Me ne andrò (Original version) (Miani, Montanari)
2. Tu che vivi nella giungla (Miani, Berni, Montanari)
3. Un piccolo aiuto (Miani)
4. E mi piace (Gislon)
5. Assassino (Miani)
6. Quante volte noi (Miani)
7. Non c'è pace tra di noi (Miani)
8. Un uomo piangerà (Miani)
9. Il meglio di te (Miani)
10. You'll be comin' home Janet Browne (Miani, Piergiovanni)
11. Ghetto (Miani, Montanari)
12. Se ti capita (Miani, Montanari)
13. Nuvole (Miani, Perini)
14. Me ne andrò (Tecno version) (Miani, Montanari)
15. Me ne andrò (Alternative version) (Miani, Montanari)
16. Tu che vivi nella giungla (Meneaito version) (Miani, Berni, Montanari)